# Список умерших в 1413 году

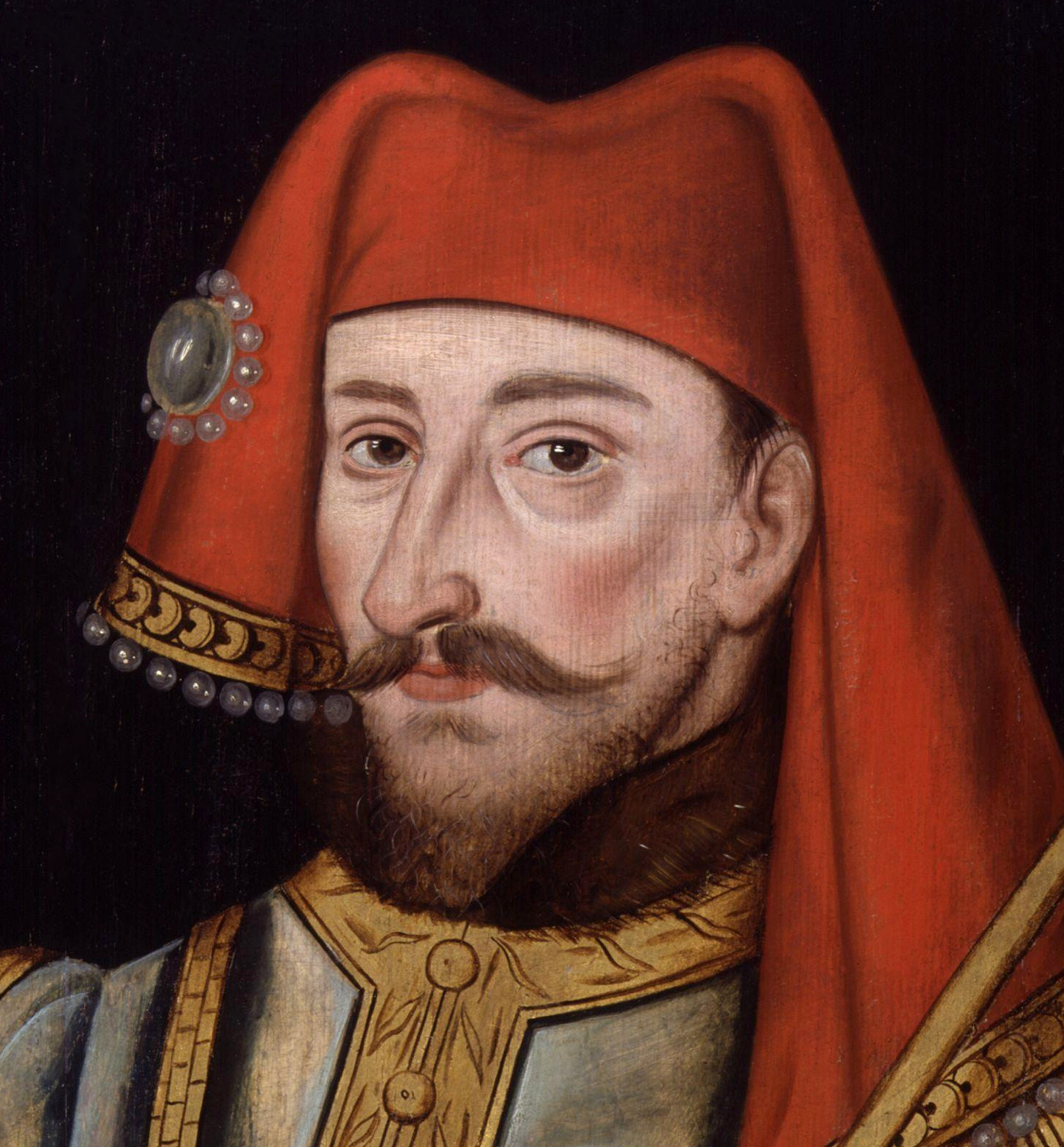
Генрих IV

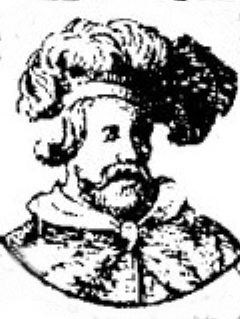
Святобор I

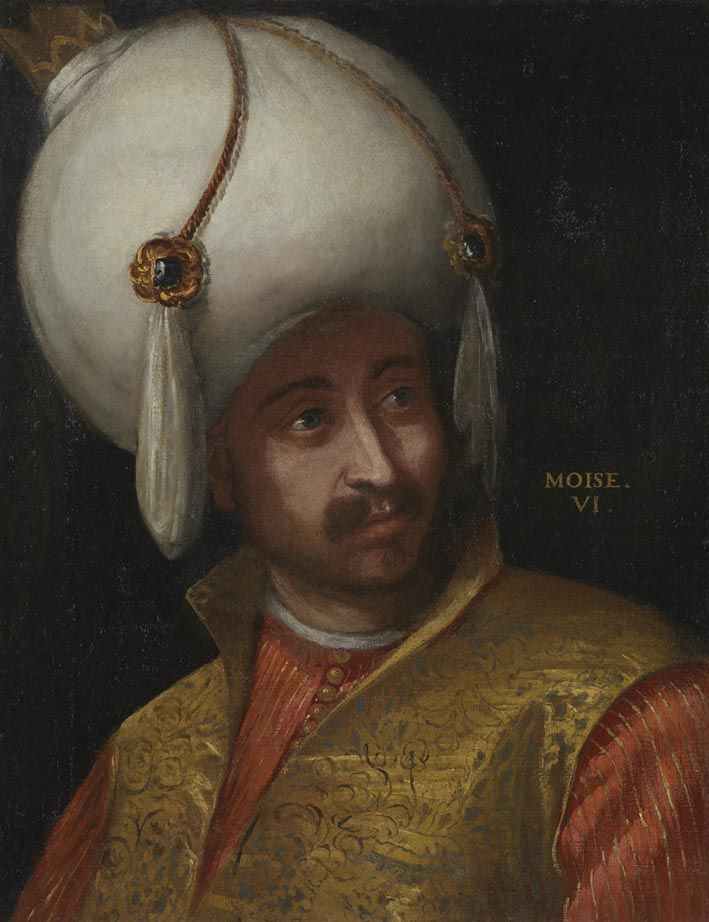
Муса Челеби

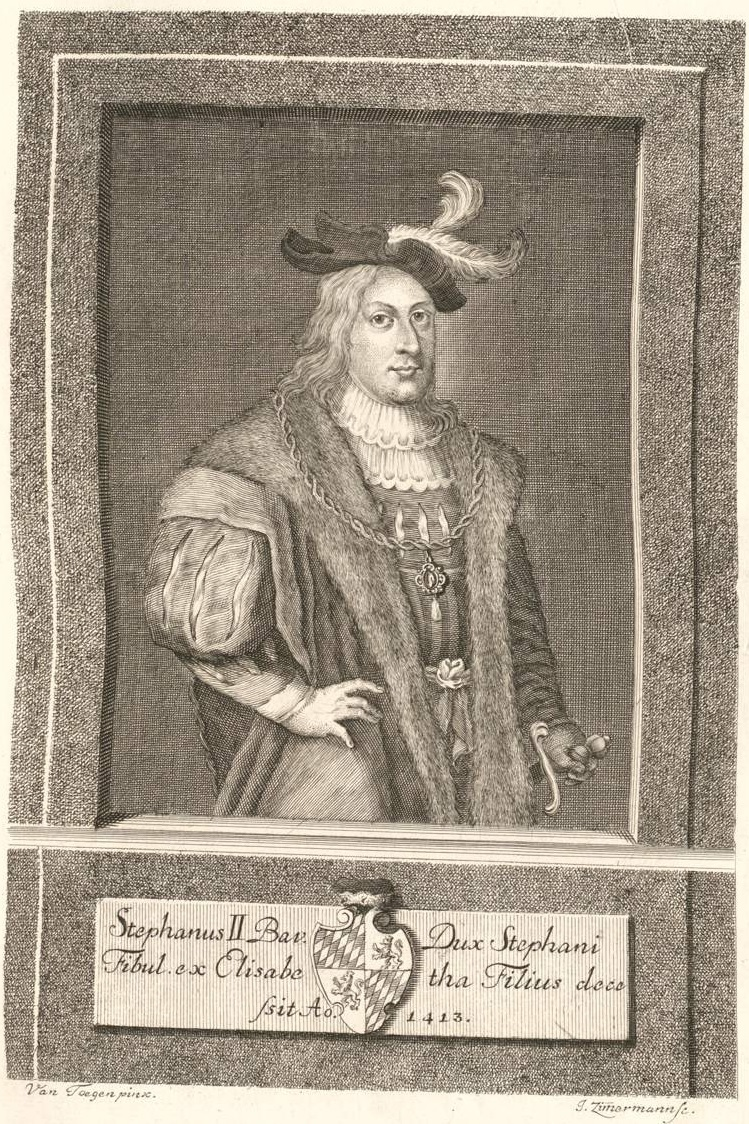
Стефан III

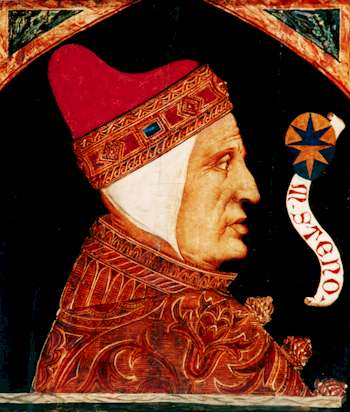
Микеле Стено

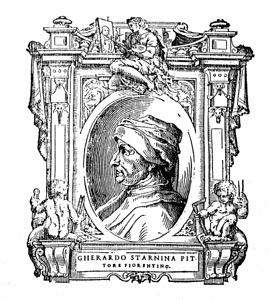
Герардо Старнина

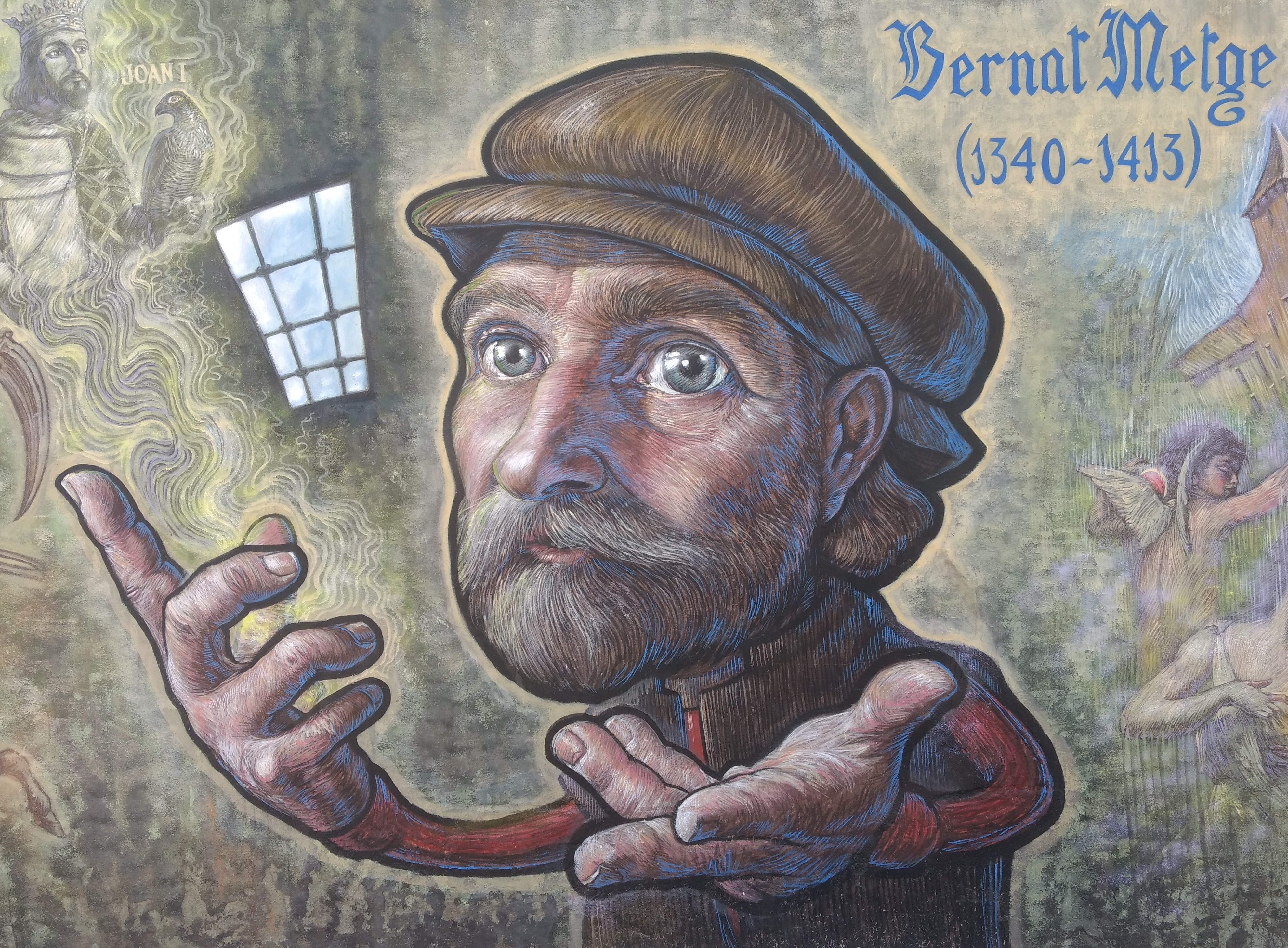
Бернат Метже

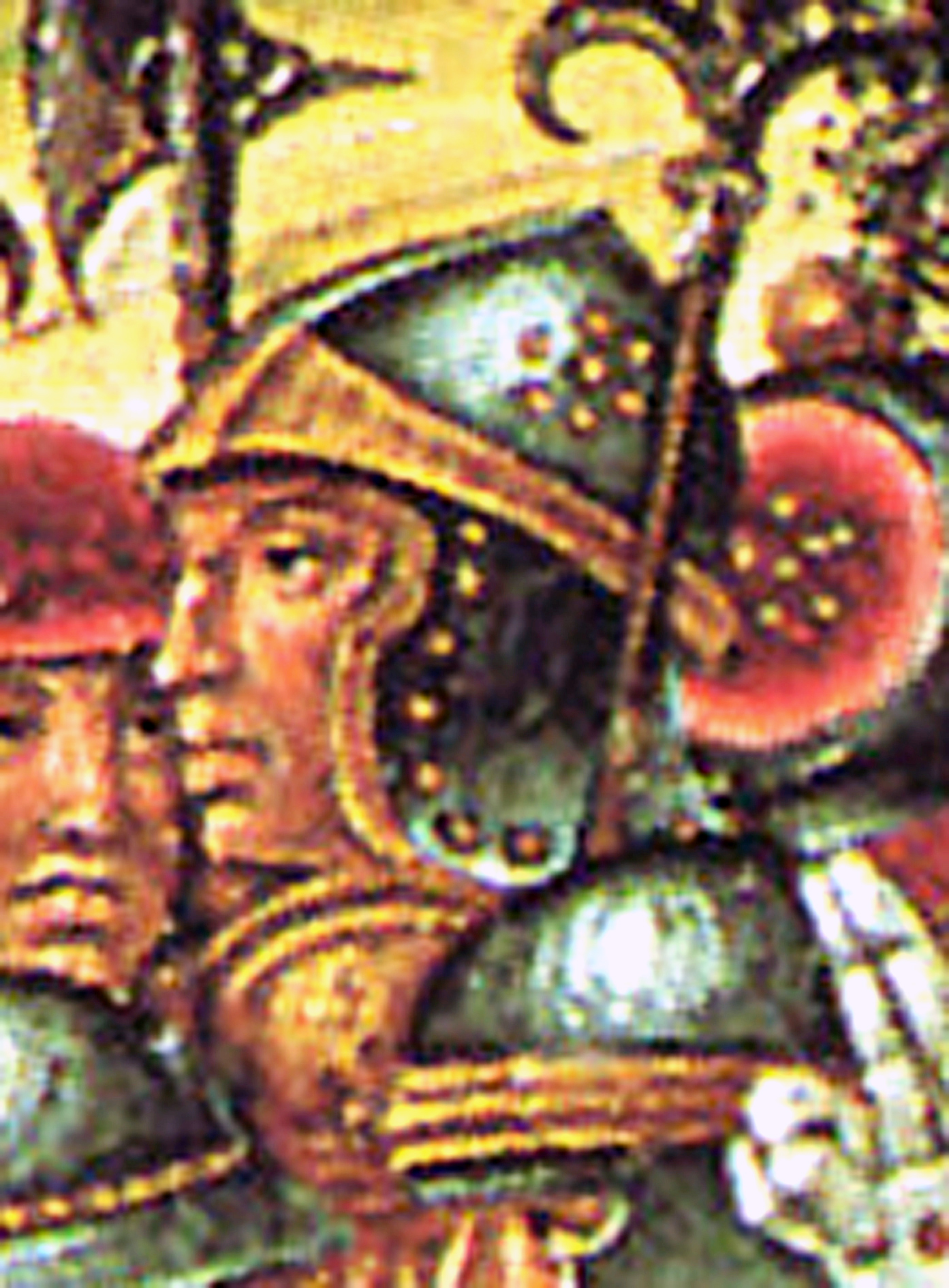
Раймон VIII де Тюренн

В этой статье представлен список известных людей, умерших в 1413 году.
См. также: Категория:Умершие в 1413 году

## Январь
- 7 января — Эсторре Висконти — синьор Милана (1412); умер от ран полученных в бою

## Февраль
- 14 февраля — Конрад фон Фитингхоф — магистр Ливонского ордена (1401—1413).
- Друэ де Даммартен — архитектор и скульптор, работавший во Франции и Бургундии.

## Март
- 13 марта — Пьер II д’Омон — французский аристократ, участник Столетней войны.
- 20 марта — Генрих IV (45) — граф Дерби (1377—1399), граф Нортгемптон и Херефорд (1384—1399), первый герцог Херефорд (1397—1399), герцог Ланкастер, граф Ланкастер и граф Лестер (1399), король Англии (с 1399), основатель Ланкастерской династии.

## Июнь
- 1 июня — Анкарет ле Стрейндж — английская аристократка, 7-я баронесса Стрейндж из Блэкмера в своём праве (suo jure) (с 1383).
- 10 июня — Герман II — ландграф Гессена (1376—1413).
- 21 июня — Святобор I — герцог Померании-Штеттина из династии Грифичей (1372—1413).
- 27 июня — Маргарита Цешинская, княжна Цешина, дочь князя Пшемыслава I Носака.

## Июль
- 5 июля — Муса Челеби — правитель Османского междуцарствия (1411—1413); убит в междоусобной борьбе.
- 6 июля — Али аль-Джурджани (73) — персидский математик, астроном, богослов и грамматик, представитель позднего калама.
- Хуана Наваррская (30) — старшая дочь короля Наварры Карла III Благородного, наследница престола (1402—1413) и регент Наварры во время отсутствия отца.

## Сентябрь
- 25 сентября — Стефан III  — герцог Баварско-Ландсхутский (1375—1392), Баварско-Ингольштадтский (1392—1413) и Баварско-Мюнхенский (1395—1402)

## Декабрь
- 26 декабря — Микеле Стено — 63-й дож Венеции (с 1400).

## Дата неизвестна или требует уточнения
- Ахмеди — турецкий поэт, автор сборников лирических газелей и касыд.
- Герардо Старнина — итальянский художник.
- Имамзаде Халил-паша — великий визирь Османской империи (1406—1413).
- Бернат Метже — каталонский писатель.
- Паша Йигит-бей — османский военный и государственный деятель, первый санджакбей Скопье (Ускюба) (1392—1413).
- Раймон VIII де Тюренн — виконт Тюренна (с 1375), граф де Бофор (с 1394).